# Taphozous hamiltoni
Taphozous hamiltoni es una especie de murciélago microquiróptero de la familia Emballonuridae.

## Distribución geográfica
Se encuentra en Sudán Somalia, Kenia, Uganda y Tanzania.